# つがるにしきた農業協同組合
つがるにしきた農業協同組合（つがるにしきたのうぎょうきょうどうくみあい、略称JAつがるにしきた、つがるにしきた農協）は、青森県つがる市に本店を置く農業協同組合。

## 沿革
- 2007年4月1日 - 深浦町・つがる白神・つがる・富萢・鶴翔・津軽北部の6農協が新設合併し、つがるにしきた農業協同組合が発足。統一金融機関コードは旧：JAつがるの『3421』を継承。

## 店舗
- 当農協は本店をキーとし、4つの統括支店に分けて活動している。

本店 - つがる市柏桑野木田幾世7-4
つがる統括支店 - つがる市稲垣町豊川宮川1-18
- 森田支店 - つがる市森田町山田滝元12
- 富萢支店 - つがる市富萢町藪分21-4

つがる白神統括支店 - 西津軽郡鰺ヶ沢町舞戸町下冨田87-1
- 深浦支店 - 西津軽郡深浦町深浦苗代沢82-8

津軽北部統括支店 - 五所川原市金木町芦野159-1
- 嘉瀬支店 - 五所川原市金木町嘉瀬雲雀野18-1
- 中泊支店 - 北津軽郡中泊町中里紅葉坂16-3
- 市浦支店 - 五所川原市相内岩井81-394
- 武田事業所 - 北津軽郡中泊町富野千歳88
- 内潟事業所 - 北津軽郡中泊町薄市飛石21-4
- 小泊店舗 - 北津軽郡中泊町小泊浜野29-7

鶴翔統括支店 - 北津軽郡鶴田町鶴田相原55-42
- 鶴田南事業所 - 北津軽郡鶴田町胡桃舘北田37-3
- 水元事業所 - 北津軽郡鶴田町廻堰下桂井60-1

## 主な作物
- トマト
- メロン
- 米
- スイカ
- ブロッコリー
- りんご
- 長芋
- ねぎ　など。